# فدراسیون تنیس روی میز ارمنستان
فدراسیون تنیس روی میز جمهوری ارمنستان (ارمنی: Հայաստանի սեղանի թենիսի ֆեդերացիա) که با نام فدراسیون تنیس روی میز ارمنستان نیز شناخته می‌شود، نهاد تنظیم‌کننده ورزش تنیس روی میز در ارمنستان می‌باشد که توسط کمیته المپیک ارمنستان اداره می‌شود و مقر آن در شهر ایروان واقع شده است.

## تاریخچه
این فدراسیون در سال میلادی تأسیس شد و ریاست فعلی آن را فلیکس سارگسیان برعهده دارد. این فدراسیون عضو کامل فدراسیون جهانی تنیس روی میز و اتحادیه اروپایی تنیس روی میز می‌باشد.
ارمنستانی در مسابقات قهرمانی در سطوح مختلف اروپایی و بین‌المللی از جمله در مسابقات قهرمانی تنیس روی میز اروپا و بازی‌های المپیک تابستانی شرکت می‌کنند.